# Svirstroï
Svirstroï (en russe : Свирьстрой) est une commune urbaine du raïon de Lodeïnoïe Pole de l'oblast de Léningrad, en Russie. Il est le centre administratif de l'établissement urbain de Svirstroï. Sa population s'élevait à 904 habitants en 2024.    

## Géographie
Svirstroï est située dans l'oblast de Léningrad, un sujet de Russie européenne qui fait partie du district fédéral du Nord-Ouest. La localité se trouve dans le raïon de Lodeïnoïe Pole, une des raïons de l'oblast, et fait partie de l'établissement urbain de Svirstroï, une municipalité du raïon, dont il est le chef-lieu,,.
Svirstroï, comme tout l'oblast de Léningrad, est située dans le fuseau horaire MSK (heure de Moscou). Le décalage horaire appliqué par rapport au temps universel coordonné est +03:00.

## Démographie
Recensements (*) et estimations de la population,:
| 2002* | 2010* | 2021* | 2024 | - |
| ----- | ----- | ----- | ---- | - |
| 1 044 | 927   | 841   | 904  | - |